# میستیک (کنتیکت)
میستیک (به انگلیسی: Mystic) یک منطقهٔ مسکونی در ایالات متحده آمریکا است که در شهرستان نیو لندن، کنتیکت واقع شده‌است. میستیک ۹٫۸ کیلومتر مربع مساحت و ۴٬۲۰۵ نفر جمعیت دارد و ۳ متر بالاتر از سطح دریا واقع شده‌است.